# Castell de Torís
El Castell de Torís, localment anomenat el Castellet, és una fortalesa d'origen àrab de reduïdes dimensions construïda sobre un assentament de l'edat del bronze, i que se situa sobre un turó allargat al sud-oest de la població que li dona el seu nom.
El conjunt està classificat com bé d'interès cultural per la declaració genèrica que afecta tots els castells d'Espanya. Va rebre l'anotació ministerial RI-51-0010762 de 24 d'abril de 2002.

## Descripció
La fortalesa disposa d'un recinte extern, molt ampli, que va haver d'albergar la primitiva alqueria. D'aquest primer recinte es conserven restes de llargs llenços de la muralla i les restes de la torre situada al nord-est i alguns basaments d'altres.
El recinte interior se situava en la part més elevada del turó, amb una torre al sud i altres a l'est construïdes amb tàpia. A la part més alta se situa la torre de l'homenatge, de planta rectangular, tres plantes i terrassa emmerletada, tota ella construïda en maçoneria.

## Història
La primera fortificació de l'actual castell es va construir a inicis del segle xi. Ocupava només 500 m² i es componia d'un oratori i una torrassa, units tots dos per una doble muralla. L'oratori (zagüiya) contenia la sepultura (maqbara) amb les restes d'una persona santa. Era visitat pels vilatans, que accedien pel mur de l'alquibla, orientat cap a la Meca. Aquest edifici tenia una coberta plana dissenyada per recollir l'aigua de pluja, que s'emmagatzemava en una cisterna a l'exterior del recinte. També inicis del segle xi es va edificar la torre, que servia de residència a una petita guarnició, de manera que es controlava la ruta de la vall del riu Magre. Cadascun dels edificis tenia un accés propi, a més d'existir una porta a la zagüiya per l'accés des del torrassa.
Amb el desenvolupament de la taifa de València a la segona meitat del segle xi, es va fer necessària una millor defensa. La zagüiya va ser suprimida, aprofitant com a torre, la torre sud. Es va edificar una nova muralla, en la qual es va situar una porta que substituïa el suprimit accés per l'alquibla. Davant la nova porta es va construir un pati de 150 m², el qual es realitzava funcions de barbacana en temps de guerra, o albacar en períodes de pau. La gran torrassa va passar a servir com a residència i talaia dins del recinte engrandit per una nova muralla que va substituir les dues inicials, arrasades. Els nous accessos incloïen un camí carreter. El conjunt aconseguia una superfície de 3000 m².
Durant el primer terç del segle xiii, els almohades van realitzar diverses reformes. La torrassa es va modificar, passant a ser més alt i estret. També es van realitzar millores al camí de ronda i noves dependències a l'interior, però la cisterna va seguir quedant fora del recinte. El castell formava part de la xarxa de defensa almohade, en línia de visió directa amb els de Macastre i Bunyol.
Després de la reconquesta a 1238, el castell es va transformar en seu d'un senyoriu. Així era la residència del governador i ocasionalment del senyor, comptant també amb cellers i magatzems per als impostos recaptats, i instal·lacions per a la seva transformació. A la part oriental es va construir la sèrie d'habitacions per a residència del senyor o del governador, com la sala gran, l'estudi, la cambra i la recambra. També es va edificar una gran cuina. Hi havia també entre altres coses un graneri tres cellers; la torrassa va ser destinada a mer magatzem i armer. A l'antiga barbacana es va habilitar una soll, una quadra i petits graners. Es va construir a l'interior del recinte una cisterna de 40 m³, més gran que la inicial del complex.
A inicis del segle xv, l'amenaça del regne de Castella des de la zona de Requena, van portar a realitzar millores en les defenses. Els merlets van ser substituïdes per parapets amb troneres, de manera que facilitava el seu ús per disparar espingardes i ballestes. Així mateix, la torre sud va ser rebaixada per emplaçar-hi una bombarda. Amb la modificació de la torre sud, l'antiga cisterna va quedar sense subministrament d'aigua i ja només es va usar com a abeurador.
A 1449 es va dur a terme un inventari dels continguts del castell, a petició dels creditors del senyor local, Pere Boïl de Lladró. Aquest text és una de les bases documentals que permeten conèixer l'ús de la fortalesa en aquell moment. A 1451 es van dur a terme reformes imprescindibles en diverses sostres, el castell es trobava ja en molt mal estat. La unió dinàstica entre  Aragó i  Castella a 1480 va eliminar l'interès defensiu del castell. Els senyors locals es van traslladar a una nova seu a Torís, al costat de l'església.

## Imatges

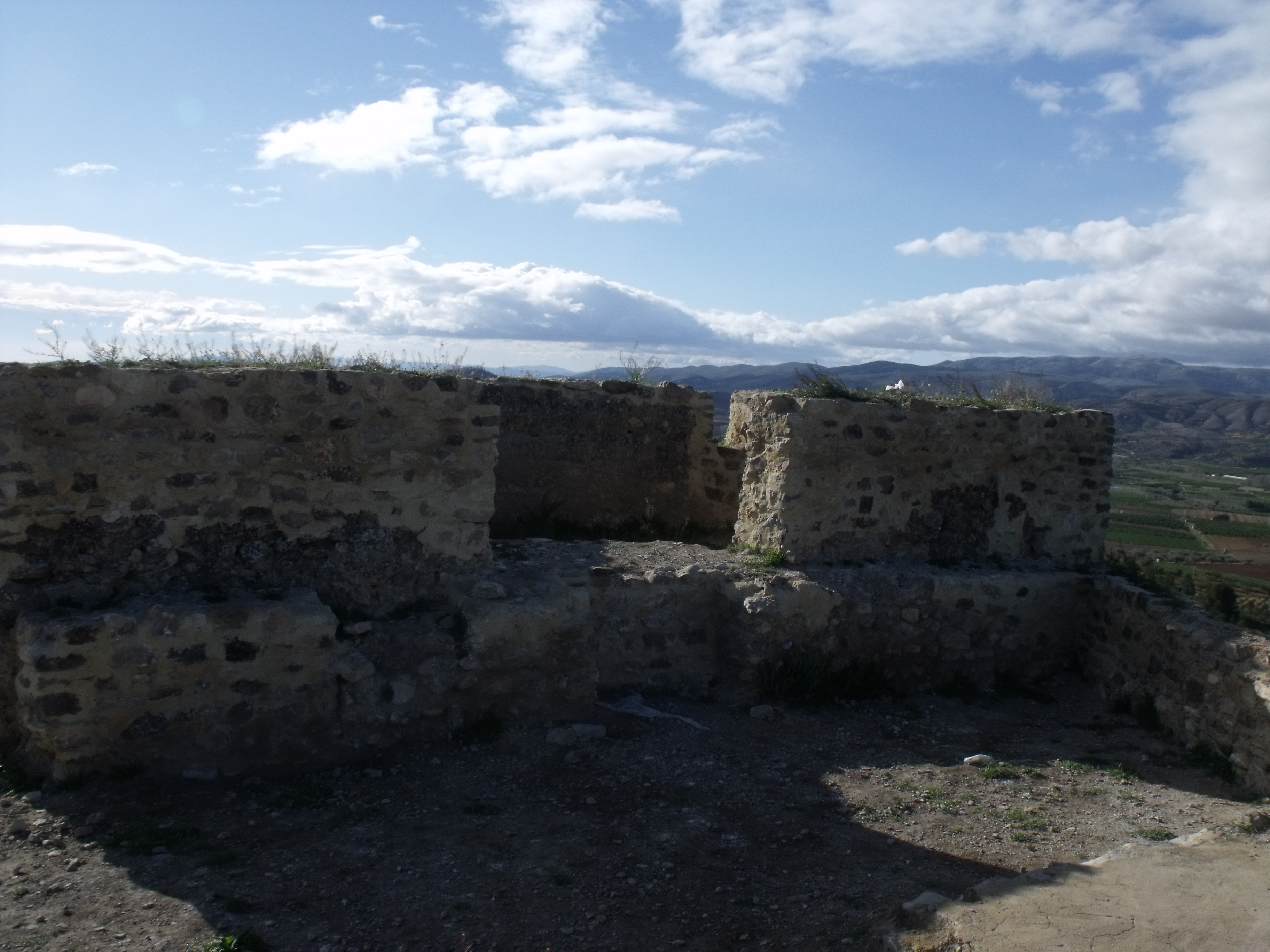
Torre sur, construïda sobre l'antic oratori.
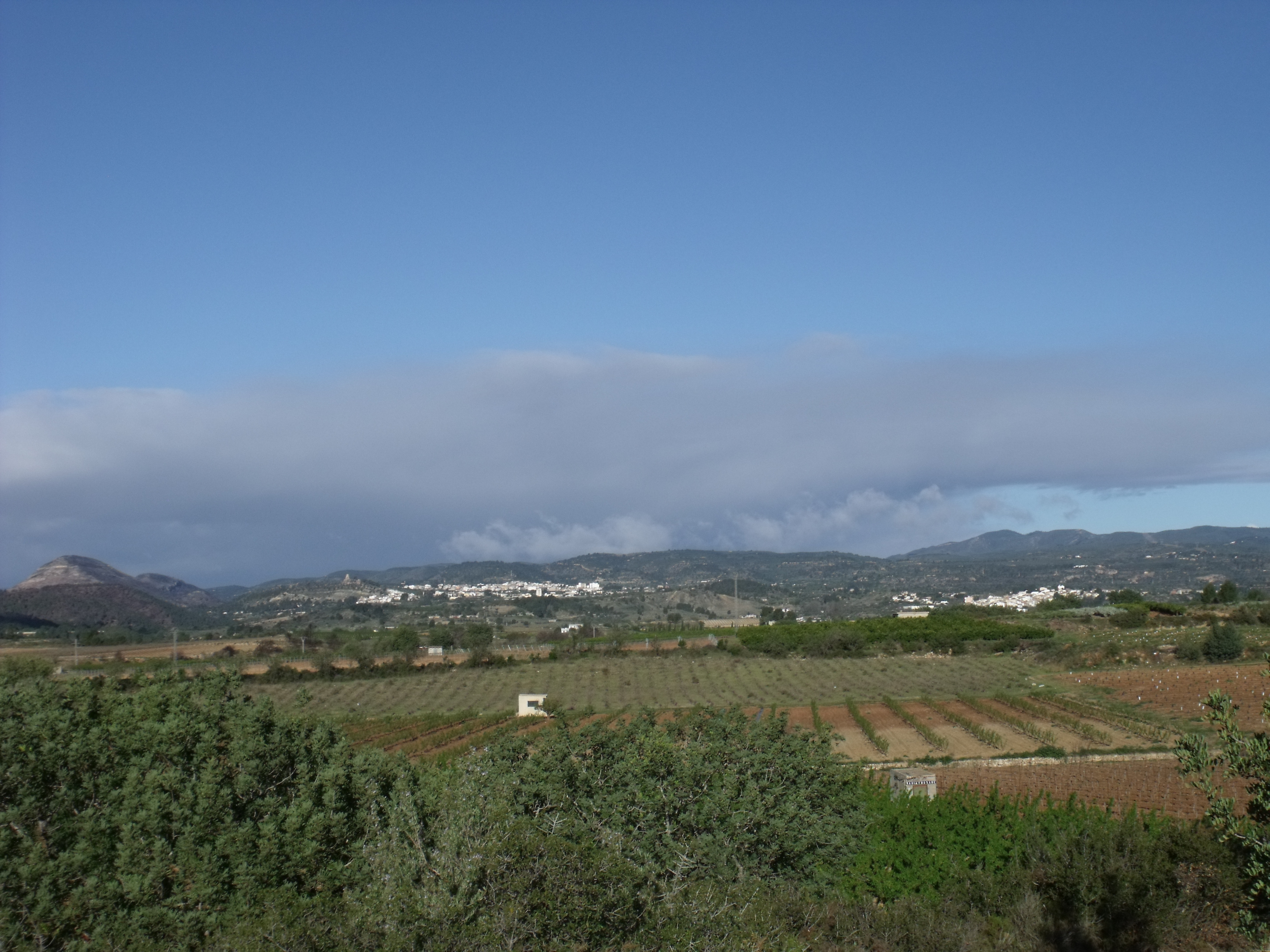
El castell de Macastre es visible des del de Torís.
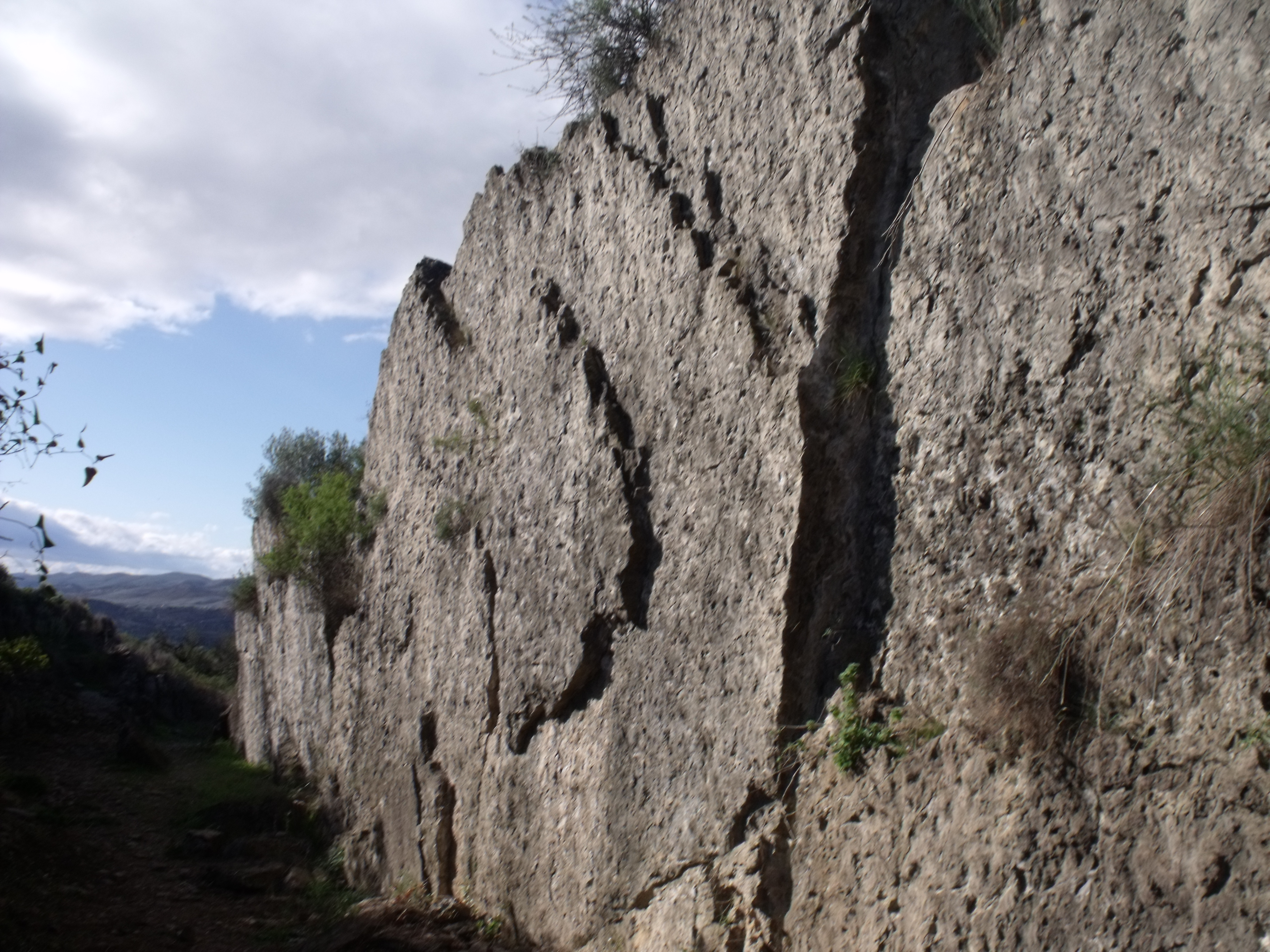
El camí d'accés està parcialment excavat en la roca.
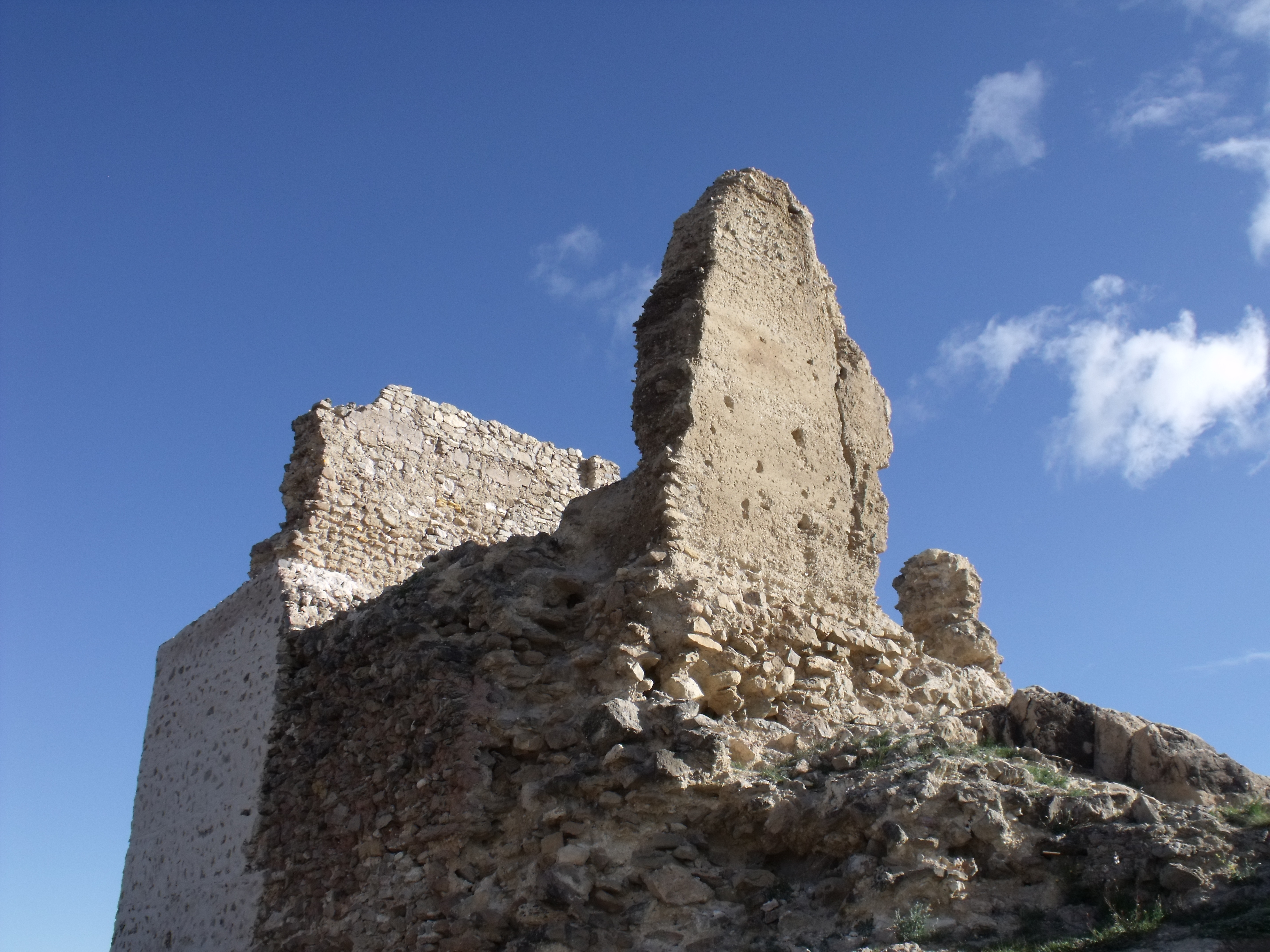
Torreó septentrional.
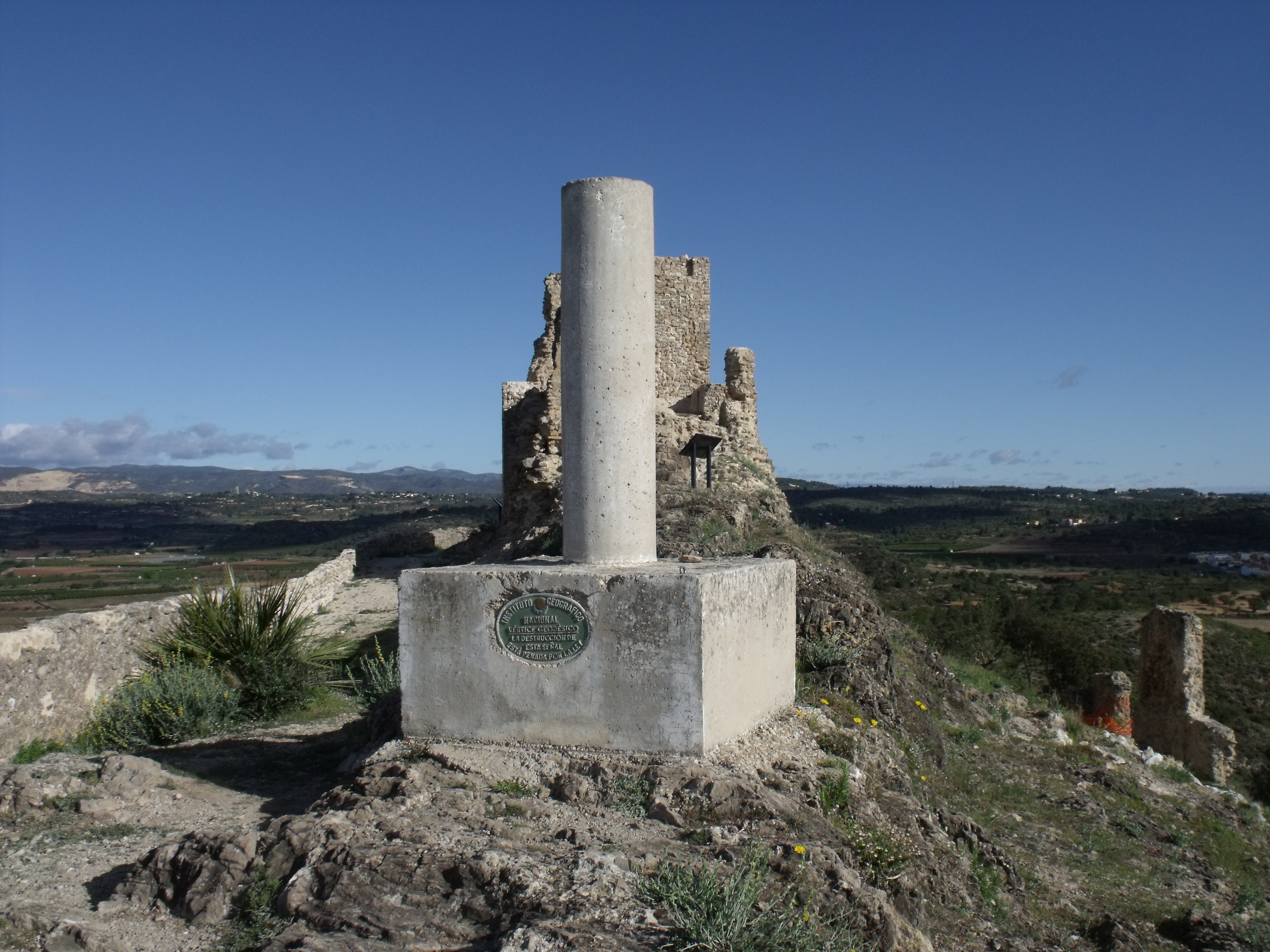
Vèrtex geodèsic instal·lat per l'Institut Geogràfic Nacional en el segle xx.
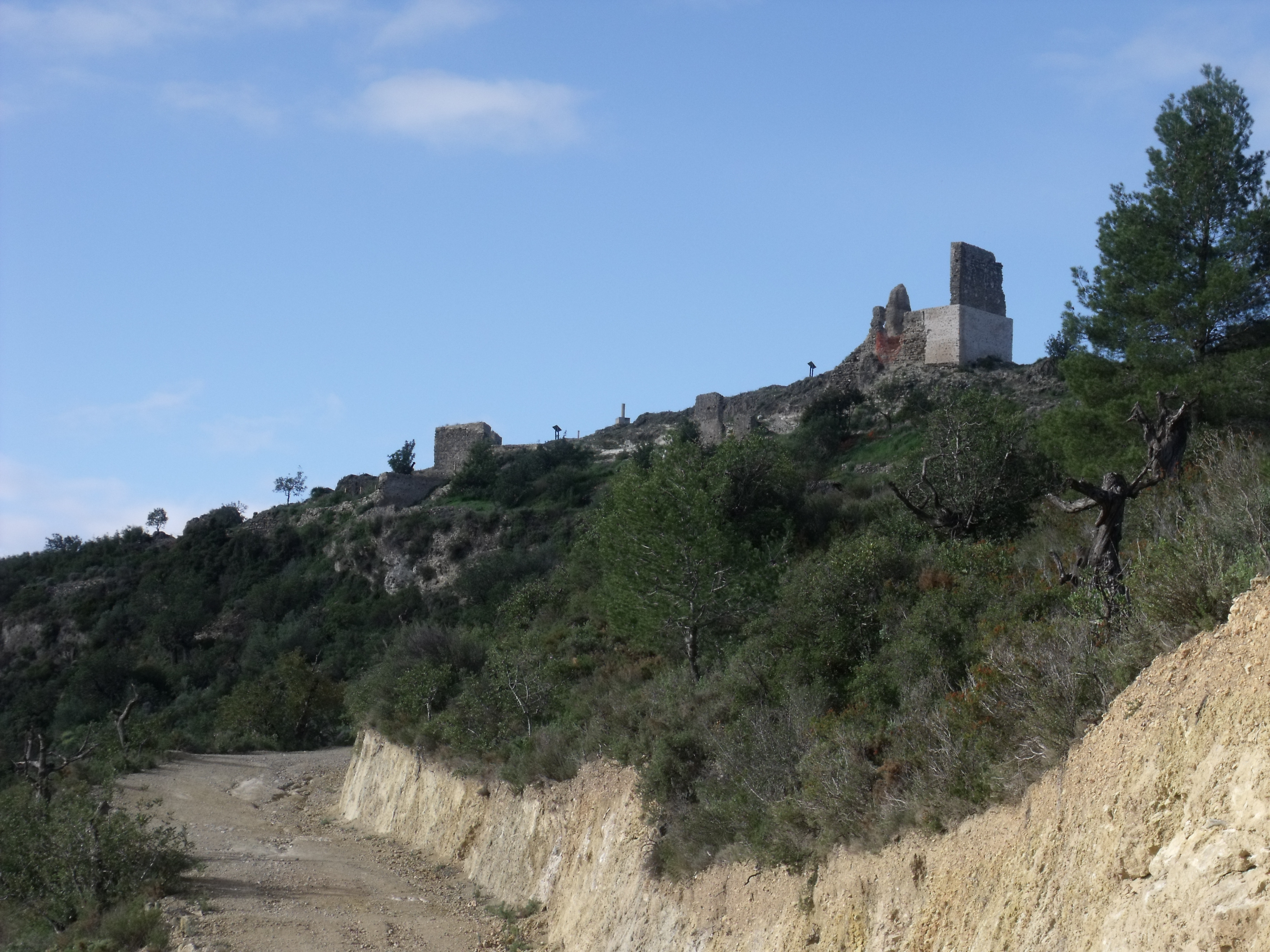
Vista des de l'est.
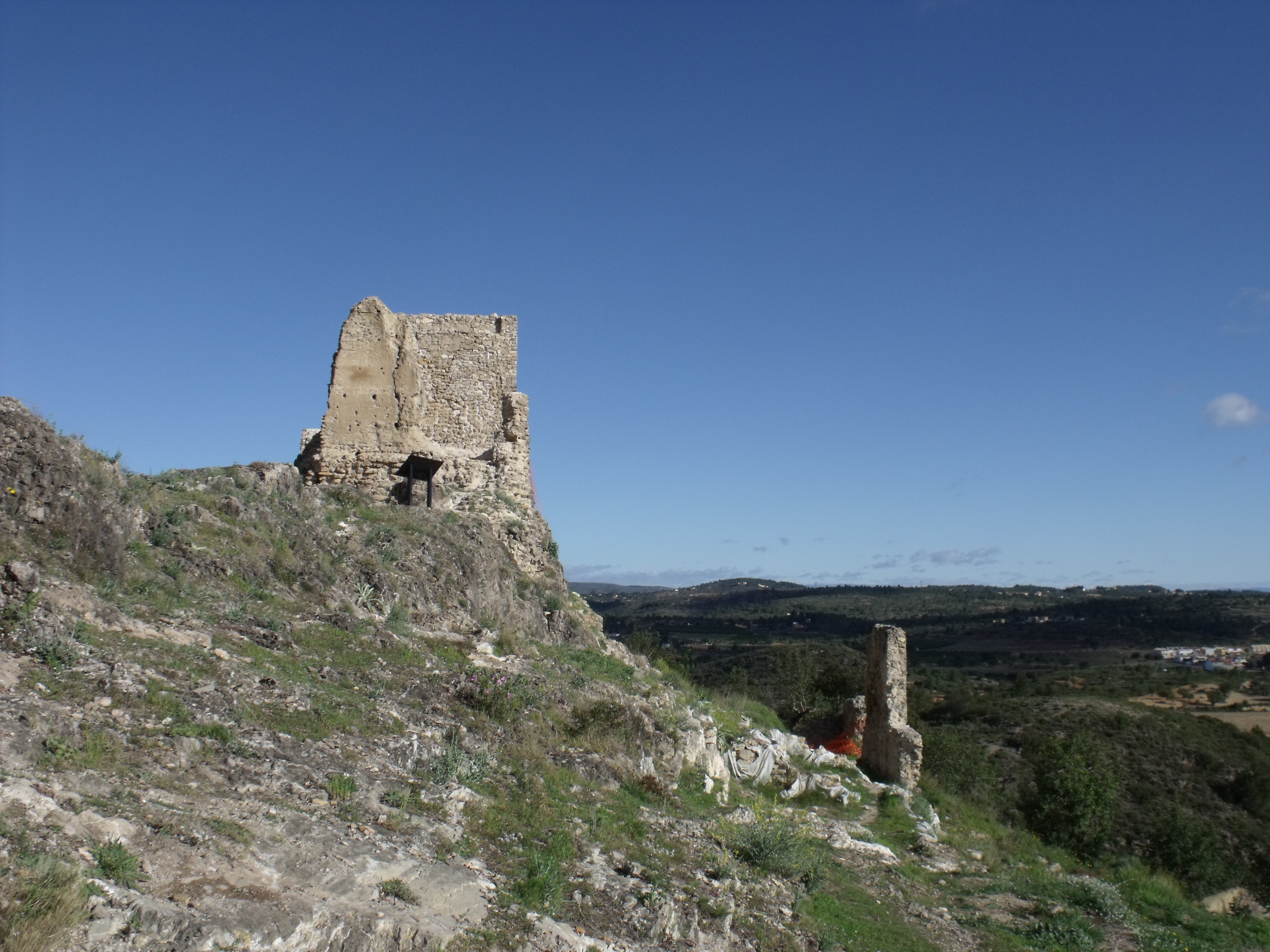